# Tijana Bogićević
Tijana Bogićević, née le 1er novembre 1981 à Novi Sad, est une chanteuse serbe qui représente la Serbie au Concours Eurovision de la chanson 2017. Elle est éliminée lors de la deuxième demi-finale en ne terminant qu'à la 11e place.